# العلاقات الكرواتية المالطية
العلاقات الكرواتية المالطية هي العلاقات الثنائية التي تجمع بين كرواتيا ومالطا.

## مقارنة بين البلدين
هذه مقارنة عامة ومرجعية للدولتين:
| وجه المقارنة                                              | كرواتيا                                                  | مالطا                                                     |
| --------------------------------------------------------- | -------------------------------------------------------- | --------------------------------------------------------- |
| المساحة (كم2)                                             | 56.59 ألف                                                | 316                                                       |
| عدد السكان (نسمة)                                         | 4.11 مليون                                               | 465.29 ألف                                                |
| الكثافة السكانية (ن./كم²)                                 | 72.63                                                    | 147.24 ألف                                                |
| العاصمة                                                   | زغرب                                                     | فاليتا                                                    |
| اللغة الرسمية                                             | اللغة الكرواتية                                          | اللغة المالطية، لغة إنجليزية                              |
| العملة                                                    | كونا كرواتية                                             | يورو، ليرة مالطية                                         |
| الناتج المحلي الإجمالي (بليون دولار)                      | 54.85 مليار                                              | 12.54 مليار                                               |
| الناتج المحلي الإجمالي (تعادل القوة الشرائية) بليون دولار | 94.64 مليار                                              | 14.68 مليار                                               |
| الناتج المحلي الإجمالي الاسمي للفرد دولار أمريكي          | 11.54 ألف                                                | 22.60 ألف                                                 |
| الناتج المحلي الإجمالي للفرد دولار أمريكي                 | 21.64 ألف                                                |                                                           |
| مؤشر التنمية البشرية                                      | 0.818                                                    | 0.839                                                     |
| رمز المكالمات الدولي                                      | +385                                                     | +356                                                      |
| رمز الإنترنت                                              | .hr                                                      | .mt                                                       |
| المنطقة الزمنية                                           | توقيت وسط أوروبا، ت ع م+01:00، ت ع م+02:00، أوروبا/زغرب ‏ | توقيت وسط أوروبا، ت ع م+01:00، ت ع م+02:00، أوروبا/مالطا ‏ |

## منظمات دولية مشتركة
يشترك البلدان في عضوية مجموعة من المنظمات الدولية، منها:
| علم المنظمة | اسم المنظمة                               | تاريخ انضمام كرواتيا | تاريخ انضمام مالطا |
| ----------- | ----------------------------------------- | -------------------- | ------------------ |
|             | الاتحاد الأوروبي                          | 1 يوليو 2013         | 1 مايو 2004        |
|             | وكالة ضمان الاستثمار متعدد الأطراف        | 19 مارس 1993         | 12 سبتمبر 1990     |
|             | الأمم المتحدة                             | 22 مايو 1992         | 1 ديسمبر 1964      |
|             | الفريق المعني برصد الأرض                  | ?                    | ?                  |
|             | منظمة حظر الأسلحة الكيميائية              | ?                    | ?                  |
|             | منظمة التجارة العالمية                    | ?                    | ?                  |
|             | منظمة الشرطة الجنائية الدولية             | ?                    | ?                  |
|             | منظمة الأمن والتعاون في أوروبا            | 24 مارس 1992         | 25 يونيو 1973      |
|             | يونسكو                                    | 1 يونيو 1992         | 10 فبراير 1965     |
|             | مجلس أوروبا                               | ?                    | ?                  |
|             | الاتحاد البريدي العالمي                   | ?                    | ?                  |
|             | البنك الدولي للإنشاء والتعمير             | 25 فبراير 1993       | 26 سبتمبر 1983     |
|             | المنظمة الهيدروغرافية الدولية             | ?                    | ?                  |
|             | الاتحاد الدولي للاتصالات                  | 3 يونيو 1992         | 1965               |
|             | مؤسسة التمويل الدولية                     | 25 فبراير 1993       | 1 يونيو 2005       |
|             | المنظمة الأوروبية لسلامة الملاحة الجوية   | 1997                 | 1989               |
|             | المركز الدولي لتسوية المنازعات الاستشارية | 22 أكتوبر 1998       | 3 ديسمبر 2003      |
|             | مجموعة أستراليا                           | 2007                 | 2004               |
|             | مجموعة الموردين النوويين                  | ?                    | ?                  |

## وصلات خارجية
- موقع وزارة الخارجية الكرواتية
- موقع وزارة الخارجية المالطية